# ラジウム
ラジウム（独: Radium [ˈraːdi̯ʊm]、英: radium [ˈreɪdiəm]）は、原子番号88の元素。元素記号は Ra。アルカリ土類金属の一つ。

## 特徴
安定同位体は存在しない。天然には4種類の同位体が存在する。白色の金属で、比重はおよそ5–6、融点は700 °C、沸点は1140 °C。常温、常圧での安定な結晶構造は体心立方構造 (BCC)。反応性は強く、水と激しく反応し、酸に易溶。空気中で簡単に酸化され暗所で青白く光る。原子価は2価。化学的性質などはバリウムに似る。炎色反応は洋紅色。
ラジウムがアルファ崩壊してラドンになる。ラジウムの持つ放射能を元にキュリー（記号 Ci）という単位が定義され、かつては放射能の単位として用いられていた。現在、放射能の単位はベクレル（記号 Bq）を使用することになっており、1 Ci = 3.7×1010 Bqである。なお、ラジウム224、226、228は WHO の下部機関 IARC より発癌性がある (Type1) と勧告されている。
ラジウムそのものの崩壊ではアルファ線しか放出されないが、その後の娘核種の崩壊でベータ線やガンマ線なども放出される。
放射線を出しているため、ラテン語の radius にちなんで命名された。

## 歴史
1898年に、ピエール・キュリー、マリ・キュリー夫妻らが放射線の測定と分光学的測定を行うことでラジウムを発見した。彼らはピッチブレンド（閃ウラン鉱）から元素の分離を行なっていた際に、バリウムと似た化学的挙動を示す部分に高い放射能が存在することを見出した。彼らはピッチブレンドの中に新たな物質が存在すると考え、この新たな物質をバリウムから分離、精製した。この操作によってリン光を発する塩化ラジウムが分離された。これによりラジウムの存在が示された。夫であるピエール・キュリーの死後もマリ・キュリーはラジウムの研究を続け塩化ラジウムの電気分解から金属ラジウムを得ることに成功した。

### 日本における歴史
1903年、田中舘愛橘により初めて日本にラジウムが持ち込まれた。また翌年の1904年には、三浦謹之助が「ラヂウムに就て」という神経学雑誌を発表した。また彼は、東京医学会例会において、ラジウムを用いた治療について言及した。1906年には長岡半太郎がラジウムの特徴について紹介している。

## 利用
以前は、放射線源として放射線治療に使用されたが、現在は工業的な用途はほとんどない。また、1960年代以前は時計の文字盤などの夜光塗料として利用されていた。当時、ラジウムは時計に手作業で塗られていたが、作業を行う女性労働者は放射能を持つラジウムの付いた筆をなめて穂先を整えていた。これにより時計の生産に関わる女性たちの間でラジウムが原因と思われる病気が多発し、次々に死亡した。時計工場の女性労働者は訴訟を起こし、ラジウム・ガールズと呼ばれた。この訴訟は従業員が会社を訴える権利を確立させた最初の例となり、労働法史上画期的な出来事とされている。

223Raは、骨転移のある去勢抵抗性前立腺癌に用いられる。

## ラジウムに関連した事件
- 1920年代から1930年代にかけてアメリカで起こった、夜光塗料を時計の文字盤に塗る作業に関わった女性工場労働者が放射線障害になった事件とその訴訟。ラジウム・ガールズを参照。
- 1920年代にから1930年代にかけてアメリカ合衆国で販売された「ラディトール」は、ラジウムを水に溶解させた特許薬（英語版）であり、服用した人物に健康被害をもたらした。同国のソーシャライトで実業家のエベン・バイヤーズは本薬による健康被害を受け、死去している。
- 2011年10月、日本東京都世田谷区の木造民家の床下からラジウム226と推定される物質が発見された。時計用の夜光塗料として使われていたものと見られる。この床下のラジウムは毎時600 μSv（年間5256 mSv）であった。ラジウムが発見された場合の処分費用の高額さとその負担が問題となっている[6]。
- 2014年6月、スイス北部ビエンヌの廃棄物処理場に、120 kg分に及ぶラジウムの廃棄物が持ち込まれていたことが発覚。場所によっては、放射線量が毎時300 μSvとなる場所もあった。廃棄物は、道路工事の最中に見つかったもので、時計の夜光塗料に用いられていたものと推測されている。夜光塗料としてのラジウムは、スイスでは1963年に使用が禁止されていたことから、住民に不安を与えないように事実が1年間隠匿されていた。
- 厚生労働省の『放射性物質等の運搬に関する基準（平成十七年十一月二十四日厚生労働省告示第四百九十一号）』は「容器に封入することを要する放射性物質」の基準値を定めているが[7]、他方、ラジウム223によって汚染された物の放射性物質の濃度基準は、2016年現在、『放射性物質等の運搬に関する基準の一部を改正する件（案）』により基準値の見直しが行われている[8]。